# Alejandro Berenguer
Pour les articles homonymes, voir Berenguer.
Alejandro Berenguer Remiro, né le 4 juillet 1995 à Pampelune (Espagne), est un footballeur espagnol évoluant au poste d'ailier à l'Athletic Club.
Berenguer est formé au CA Osasuna où il fait ses débuts en Segunda División. Après une belle saison individuelle en Liga, le basque rejoint le Torino FC à l'été 2017.

## Biographie

### CA Osasuna (2014-2017)
Berenguer fait ses débuts professionnels sous les couleurs du CA Osasuna le 9 septembre 2014. Il rentre en jeu à la place de Kenan Kodro au cours d'une défaite 2-0 contre le Deportivo Alavés en Coupe du Roi.
Néanmoins, Berenguer intègre définitivement l'effectif durant la saison 2015-2016. Le 30 août 2015, il marque son premier but professionnel contre le CD Mirandés. Osasuna remonte en première division après s'être qualifié dans les barrages.
Le 22 septembre 2016, Berenguer débute en Liga contre l'Espanyol lors d'une défaite 1-2 à domicile. Le 5 avril 2017, il marque son premier but dans l'élite espagnole et offre la victoire à Osasuna face au Deportivo Alavés. Berenguer est l'une des rares satisfactions du club avec l'attaquant Sergio León. Au niveau collectif, Osasuna termine avant-dernier de Liga un an seulement après sa remontée.

### Torino (2017-2020)
Le 17 juillet 2017, Berenguer s'engage pour cinq millions et demi d'euros en faveur du Torino FC.

### Athletic Bilbao (depuis 2020)
Le 2 octobre 2020, Alex Berenguer est transféré à l’Athletic Bilbao pour une somme avoisinant 10,5 millions d’euros. Il s’intègre rapidement dans l’effectif du club et réussit à s’assurer une place de titulaire au poste de milieu offensif gauche.

## Palmarès
- Athletic Club
  - Vainqueur de la Supercoupe d'Espagne en 2021
  - Vainqueur de la Coupe d'Espagne de football en 2024
  - Finaliste de la Coupe d'Espagne de football en 2020 et 2021

## Statistiques
Ce tableau présente les statiques en carrière de Álex Berenguer,.
| Saison                | Club                  | Championnat           | Championnat | Championnat | Championnat | Coupe(s) nationale(s) | Coupe(s) nationale(s) | Coupe(s) nationale(s) | Supercoupe | Supercoupe | Supercoupe | Compétition(s) continentale(s) | Compétition(s) continentale(s) | Compétition(s) continentale(s) | Compétition(s) continentale(s) | Barrages | Barrages | Barrages | Total | Total | Total |
| Saison                | Club                  | Division              | M.          | B.          | P.d.        | M.                    | B.                    | P.d.                  | M.         | B.         | P.d.       | Comp.                          | M.                             | B.                             | P.d.                           | M.       | B.       | P.d.     | M.    | B.    | P.d.  |
| 2014-2015             | CA Osasuna            | D2                    | 13          | 0           | 0           | 1                     | 0                     | 0                     | -          | -          | -          | -                              | -                              | -                              | -                              | -        | -        | -        | 14    | 0     | 0     |
| 2015-2016             | CA Osasuna            | D2                    | 38          | 3           | 4           | -                     | -                     | -                     | -          | -          | -          | -                              | -                              | -                              | -                              | 1        | 0        | 0        | 39    | 3     | 4     |
| 2016-2017             | CA Osasuna            | Liga                  | 29          | 1           | 6           | 2                     | 1                     | 0                     | -          | -          | -          | -                              | -                              | -                              | -                              | -        | -        | -        | 31    | 2     | 6     |
| Sous-total            | Sous-total            | Sous-total            | 80          | 4           | 10          | 3                     | 1                     | 0                     | -          | -          | -          | -                              | -                              | -                              | -                              | 1        | 0        | 0        | 84    | 5     | 10    |
| 2017-2018             | Torino FC             | Serie A               | 22          | 1           | 3           | 3                     | 1                     | 1                     | -          | -          | -          | -                              | -                              | -                              | -                              | -        | -        | -        | 25    | 2     | 4     |
| 2018-2019             | Torino FC             | Serie A               | 31          | 2           | 3           | 3                     | 0                     | 1                     | -          | -          | -          | -                              | -                              | -                              | -                              | -        | -        | -        | 34    | 2     | 4     |
| 2019-2020             | Torino FC             | Serie A               | 30          | 6           | 2           | 2                     | 0                     | 1                     | -          | -          | -          | C3                             | 5                              | 0                              | 1                              | -        | -        | -        | 37    | 6     | 4     |
| 2020-2021             | Torino FC             | Serie A               | 2           | 0           | 0           | -                     | -                     | -                     | -          | -          | -          | -                              | -                              | -                              | -                              | -        | -        | -        | 2     | 0     | 0     |
| Sous-total            | Sous-total            | Sous-total            | 85          | 9           | 8           | 8                     | 1                     | 3                     | 0          | 0          | 0          | -                              | 5                              | 0                              | 1                              | 0        | 0        | 0        | 98    | 10    | 12    |
| 2019-2020             | Athletic Bilbao       | Liga                  | -           | -           | -           | 1                     | 0                     | 0                     | -          | -          | -          | -                              | -                              | -                              | -                              | -        | -        | -        | 1     | 0     | 0     |
| 2020-2021             | Athletic Bilbao       | Liga                  | 35          | 8           | 5           | 6                     | 1                     | 0                     | 2          | 0          | 0          | -                              | -                              | -                              | -                              | -        | -        | -        | 43    | 9     | 5     |
| 2021-2022             | Athletic Bilbao       | Liga                  | 34          | 3           | 6           | 4                     | 1                     | 0                     | 2          | 0          | 0          | -                              | -                              | -                              | -                              | -        | -        | -        | 40    | 4     | 6     |
| 2022-2023             | Athletic Bilbao       | Liga                  | 36          | 2           | 1           | 6                     | 3                     | 0                     | -          | -          | -          | -                              | -                              | -                              | -                              | -        | -        | -        | 42    | 5     | 1     |
| 2023-2024             | Athletic Bilbao       | Liga                  | 21          | 4           | 1           | 4                     | 1                     | 0                     | -          | -          | -          | -                              | -                              | -                              | -                              | -        | -        | -        | 25    | 5     | 1     |
| Sous-total            | Sous-total            | Sous-total            | 126         | 17          | 13          | 21                    | 6                     | 0                     | 4          | 0          | 0          | -                              | 0                              | 0                              | 0                              | 0        | 0        | 0        | 151   | 23    | 13    |
| Total sur la carrière | Total sur la carrière | Total sur la carrière | 291         | 30          | 31          | 32                    | 8                     | 3                     | 4          | 0          | 0          | -                              | 5                              | 0                              | 1                              | 1        | 0        | 0        | 333   | 38    | 35    |